# Амтрак
Амтрак (на английски: Amtrak, образуван от American – американски, и track – коловоз) е държавна компания, която се грижи за междуградската пътническа железопътна система в САЩ.
Създадена е на 1 май 1971 г. и е собственост на федералното правителство. Състои се от 33 800 км железопътни линии и обслужва около 500 места в 46 различни щата. Амтрак е оператор и собственик на единствения високоскоростен влак в Америка – Асела експрес.